# Pihalla
Pihalla je finský hraný film z roku 2017, který režíroval Nils-Erik Ekblom podle vlastního scénáře. Film zachycuje vztah dvou adolescentů na letních prázdninách.

## Děj
17letý Miku má prázdniny a jeho rodiče odjeli na víkend pryč. Náhle se doma objeví jeho starší bratr Sebu, který se vrátil z Afriky. Uspořádá oslavu pro své známé, která však skončí poničením vybavení domu. Miku odvezou rodiče na svou chatu na severu. Zde se Miku seznamuje s vrstevníkem Eliasem, jehož rodina má chatu v sousedství. Zatímco Elias otevřeně žije jako gay a s Miku nepokrytě flirtuje, Miku se zpočátku drží zpátky. Teprve po nějaké době mezi nimi dojde ke sblížení. Pro každého z nich však má jejich vztah odlišný význam. Zatímco Miku zažívá své první zamilování a očekává od vztahu víc, Elias se před odjezdem na sever rozešel po dvou letech se svým přítelem a vztah s Miku chápe jen jako letní povyražení. Miku se také rozhodne říct o sobě pravdu svým blízkým – nejprve bratrovi a poté i rodičům.

## Obsazení
| Mikko Kauppila    | Miku   |
| Valtteri Lehtinen | Elias  |
| Sanna Majuri      | Minna  |
| Sami Huhtala      | Jaakko |
| Amanda Virolainen | Sini   |
| Mirja Oksanen     | Veera  |
| Kaisa Saarakkala  | Sanna  |
| Juho Keskitalo    | Sebu   |
| Ossi Ågren        | Koivu  |